# 布拉干薩的凱瑟琳
布拉干薩的凱薩琳（英語：Catherine of Braganza；1638年11月25日—1705年12月31日），1662年至1685年的英格蘭、蘇格蘭與愛爾蘭王后，丈夫為查理二世。夫妻倆沒留下子嗣來繼承王位，故英國王位之後由查理的弟弟詹姆士二世繼承。1685年查理過世而她成為寡婦之後，她回到葡萄牙，照養侄兒若昂五世（1706年-1750年在位）並與其關係親密，成為若昂最依賴的女性長輩。她曾經在1701年、1704-1705年擔任葡萄牙的攝政，當時她的弟弟佩德羅二世因事離葡，故委託姊姊代管國政。

## 生平

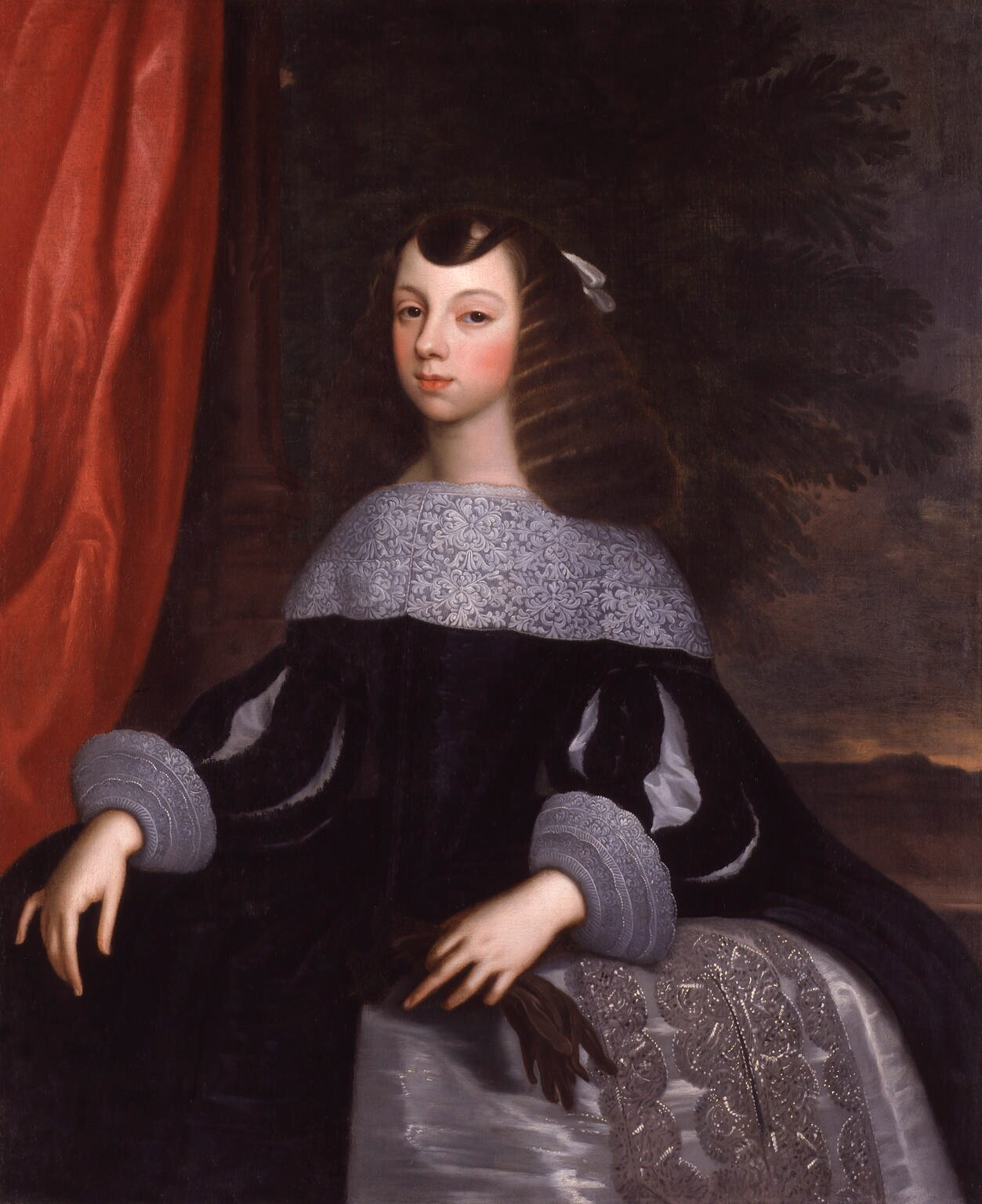
1660–1661繪作的凱薩琳王后

### 童年
1638年，凱薩琳出生在葡萄牙的布拉干薩王室中，父親若昂是布拉干薩公爵，母親路易莎·德·古茲曼是西班牙貴族之女。但其父親在兩年後（1640年）成為了葡王約翰四世（1640-1656年在位），使凱薩琳自動成為了王室公主。作為排行第二的女兒，凱薩琳很早就成為政治聯姻的考量對象，但她仍在里斯本享受了幸福快樂的童年，直到1659年開始浮現將婚配英國國君的可能。

### 王后生涯

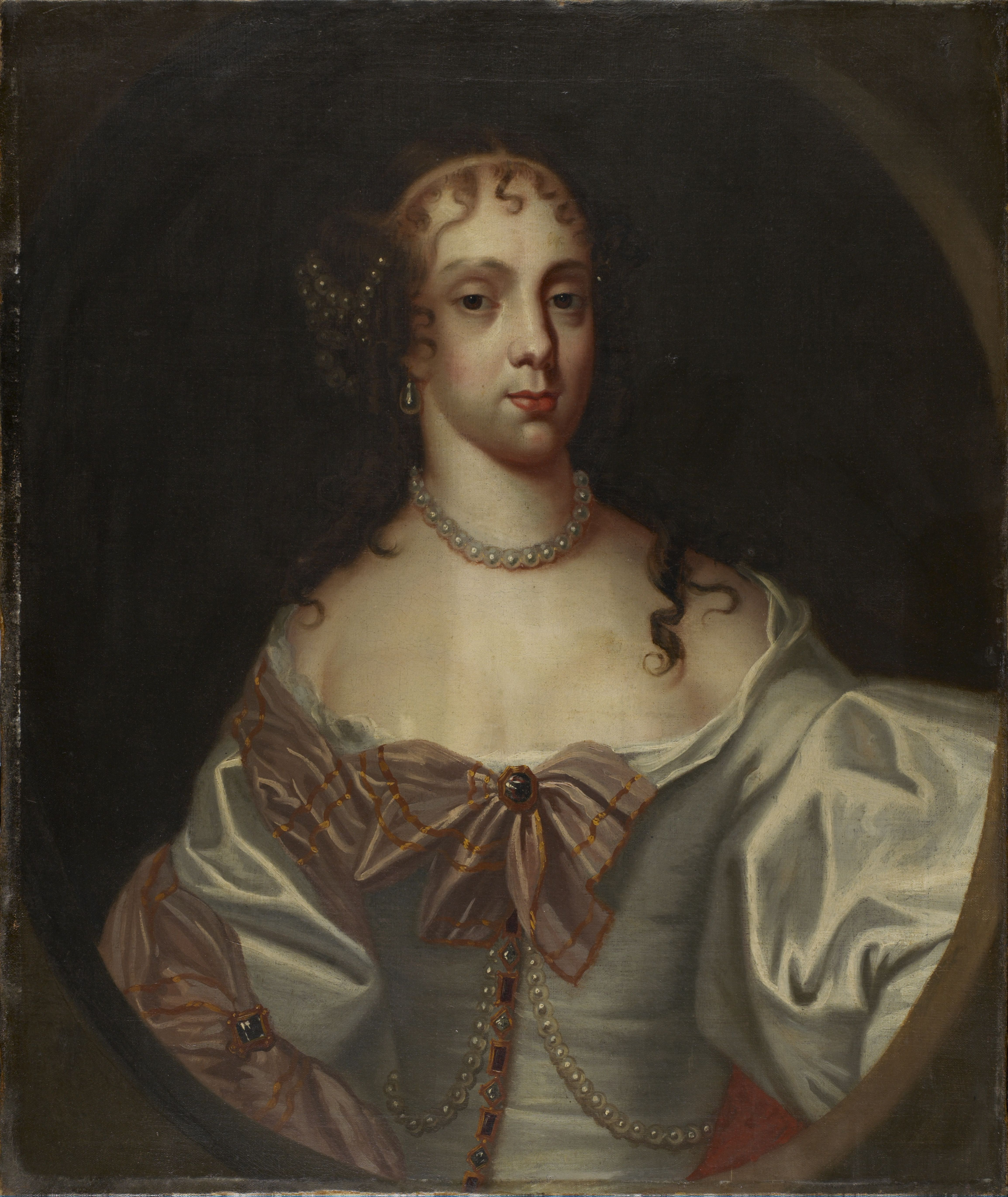
為丈夫與天主信仰忠貞奉獻的凱薩琳王后

1662年，在攝政的母后以及英國首相克拉倫敦的安排下，凱薩琳嫁給剛復辟兩年的英王查理二世，成為英國王后。天主教王后帶給英國的嫁妝是八十萬英鎊與葡萄牙在印度的殖民地孟買，以及維持兩百多年的英葡聯盟（讓英國在1685年後可利用葡屬澳門與清朝進行茶葉貿易）。兩國聯姻的條件除了確保凱薩琳來到新教的英國仍能信仰天主教之外，還有就是英國要向荷蘭施壓，逼迫荷蘭在1661年結束與葡萄牙在中南美洲的戰爭，與葡萄牙簽訂和約並承認巴西歸葡萄牙所有。

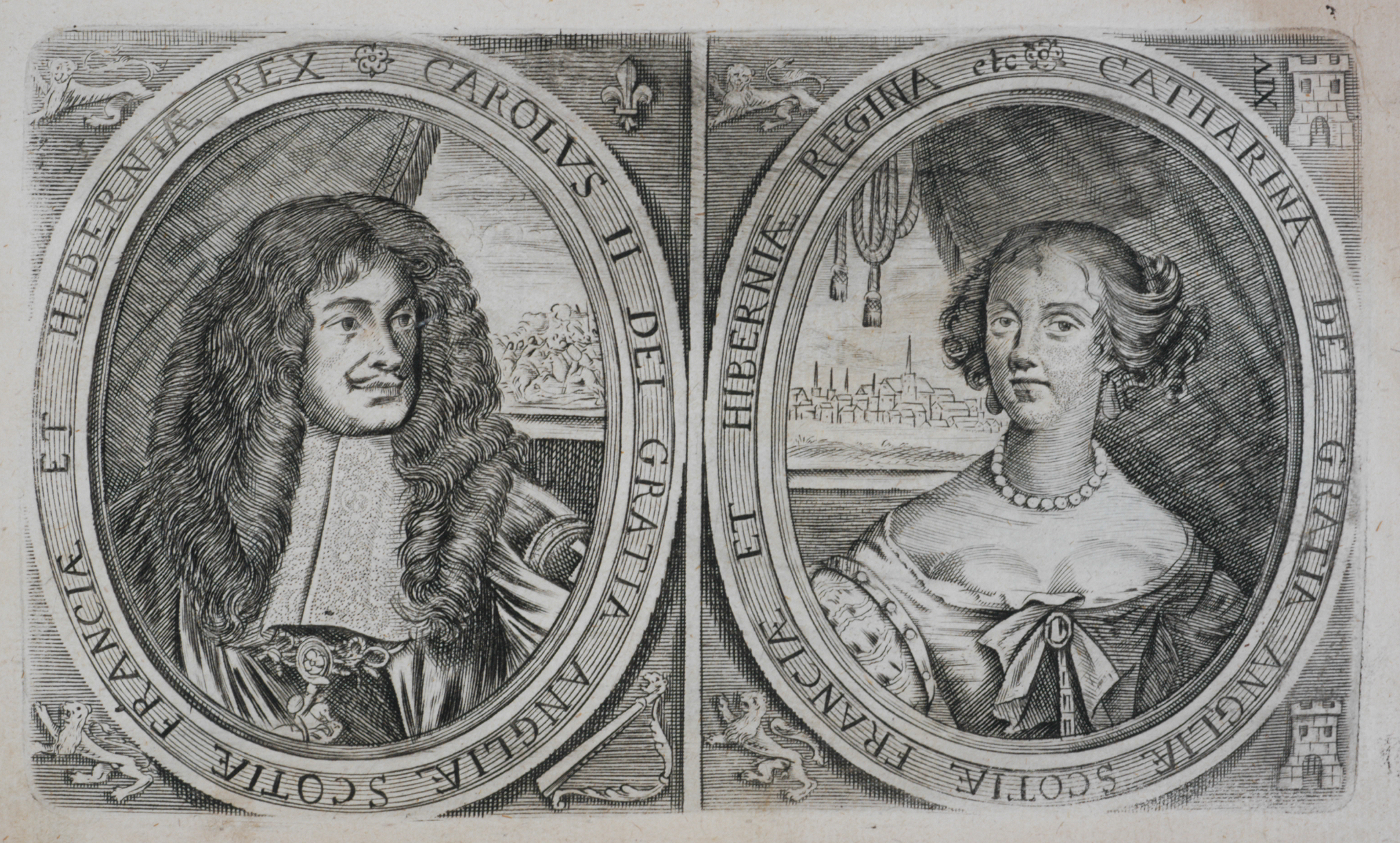
查理二世與凱薩琳王后

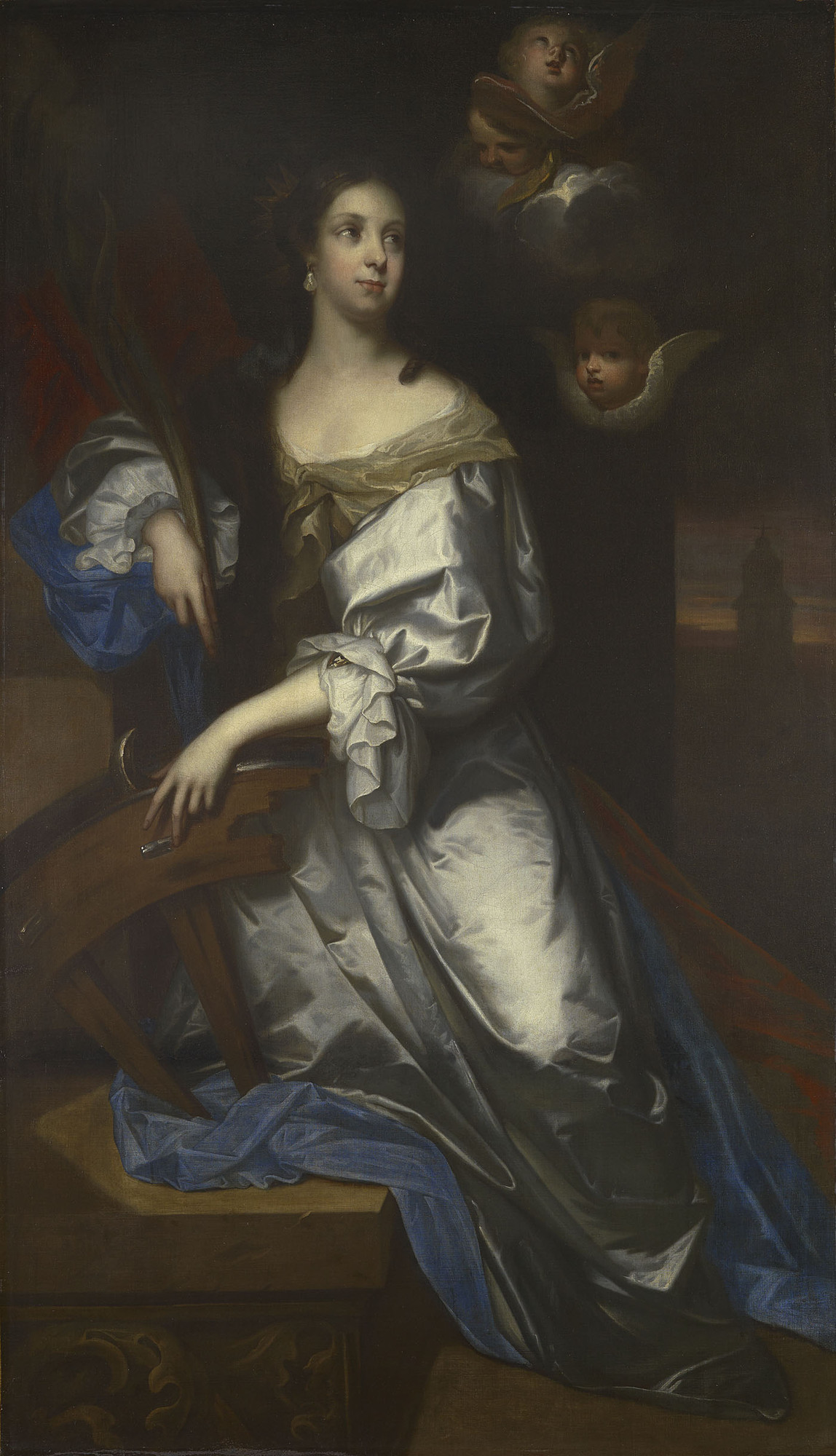
凱薩琳王后被描繪成「救難聖人」──亞歷山大的凱瑟琳，由雅各布·休斯曼繪

凱薩琳王后愛喝紅茶，紅茶如今在英國有很多人愛喝，首先歸功於她的傳入和推廣。茶類在當時是富貴人家才喝得到，而她便帶動整個英國宮廷喝茶的習慣。嫁給查理二世後，雖然凱薩琳展現各種堅貞奉獻的美德，也獲得查理的敬重與尊榮，但國王向來就是不斷外遇的風流浪子，他與數不勝數的情婦們共生下14個私生子女，這令王后感受到獨守空閨的巨大痛苦。王后原本盼望生兒育女可以讓丈夫多駐留寢宮，但三次流產之後她喪失了生育能力，因此她更加投入信仰，宗教佔據了她全部的心神，在1660年代查理（肉慾）放縱與（享樂）墮落的宮廷中，凱薩琳活得像是個被人忽視的隱士。
查理雖是新教徒且對婚姻不忠，但不失為人道溫暖的好人兼好國王。他一直敬愛著虔信天主教的凱薩琳（查理非常感佩王后的虔誠與聖潔，在他寫給妹妹的信中，幾乎將王后形容為聖人的光輝），並在1670年代英國爆發反天主教的巨大浪潮時，查理都堅定否決輝格黨議員（一度佔國會多數並任意處死知名的天主教徒）的離婚要求，表達對王后不離不棄的態度。當時輝格黨相信謠言，認為王后所在的薩默塞特府成為了「邪惡教皇」的陰謀中心，因此要求國王與不孕的凱薩琳離婚，另娶新教女子當王后，以生下新教的王位繼承人，取代順位的查理長弟詹姆士。患難見真情，國王夫婦的愛情通過了危機的考驗，使夫妻倆關係越加緊密和溫暖，查理變得經常在她的寢室過夜。另一個患難見真情的例子是，她與曾經最痛恨的敵人──丈夫最寵愛的法國情婦化敵為友。最後危難終結於1681年，當時查理擊敗了輝格黨，成就了「第二次王政復辟」。

### 寡婦生活

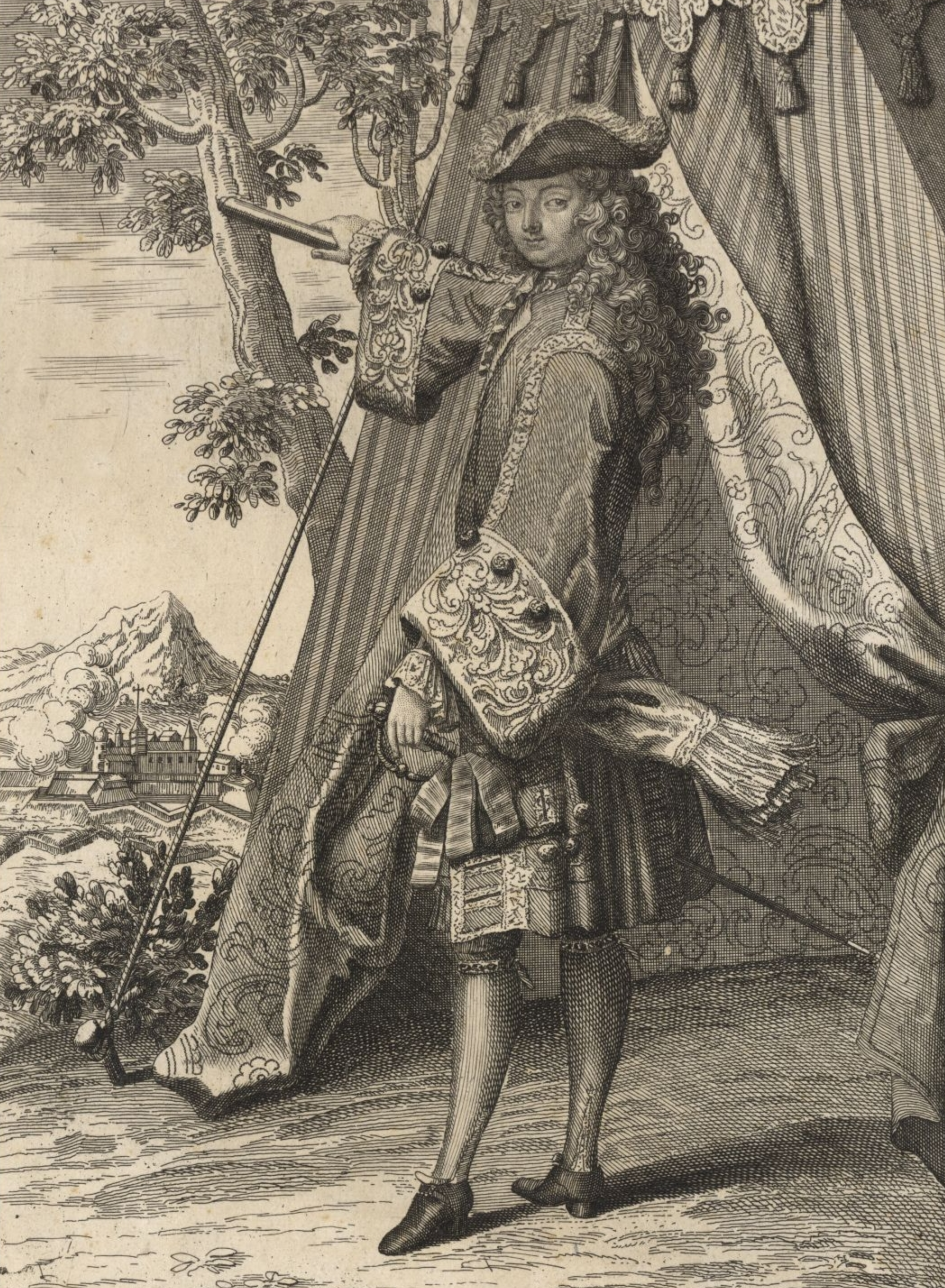
凱薩琳晚年回到葡萄牙，成為她姪兒若昂五世的生活監護者與精神導師，圖為少年期的若昂王子

1685年，部分是受到天主教王后的感召，查理在病逝前皈依了天主教，並在死前囑託其弟詹姆士，要照顧好他最愛的三個女人（這包含凱薩琳在內，另兩位是查理的情婦）。同年，當查理的新教私生子蒙莫斯公爵叛亂失敗而被詹姆士二世擒獲時，仁慈的凱薩琳雖替蒙莫斯求情免死（蒙莫斯過往一直敵視仇恨凱薩琳，因凱薩琳消滅了蒙莫斯生母當王后的可能性，讓自己成為父親的私生子而當不上王太子），但卻被詹姆士拒絕。之後凱薩琳仍長居薩默塞特府，並在英國繼續住了11年。
1688年光榮革命後，新來的配國王威廉三世和女王瑪麗二世對凱薩琳起初頗為尊敬，但之後英國的新教氛圍讓她受到國王夫婦的誤解、猜忌與隔閡，議會還通過一項法令限縮她的天主教僕人，並警告她不得介入英國政局，特別是詹姆士黨的反政府活動。儘管外在環境不佳，她仍待到1699年3月才離開英國，回到母國葡萄牙。
當時她十歲的侄兒若昂五世（1706年-1750年在位）因母親（葡萄牙王后紐堡的瑪麗·索菲亞）病逝而陷入憂鬱，於是她以慈愛讓侄兒走出傷痛，並包辦教養姪兒的責任，很快成為若昂王子最依賴的長輩以及一生中完美的女性典範。她曾經在1701年、1704-1705年擔任葡萄牙的攝政，當時她的弟弟佩德羅二世因事離葡，故委託姊姊代管國政；她也促成了1703年英葡同盟的條約簽訂。1705年她死在里斯本的王宮中，下葬在城外聖文生修道院；她的病逝讓16歲的若昂王子悲痛過度，造成喪母之痛後的又一次憂鬱症。

## 头衔
- 1638年11月25日-1640年12月1日：布拉干萨的凯瑟琳
- 1640年12月1日-1662年4月23日：布拉干萨的凯瑟琳公主殿下
- 1662年4月23日-1685年2月6日：王后陛下
- 1685年2月6日-1705年12月31日：王太后陛下（凯瑟琳王后陛下）
  - 1701年；1703年-1705年：葡萄牙摄政